# Alfa Romeo P2
L'Alfa Romeo P2 (o Tipo P2) è una vettura da competizione prodotta dall'Alfa Romeo dal 1924 al 1925 in sei esemplari ed una delle icone delle automobili da corsa degli anni venti, insieme alla Bugatti Tipo 35, grazie alla vittoria del primo campionato del mondo di automobilismo organizzato nella storia nel 1925.

## Il contesto

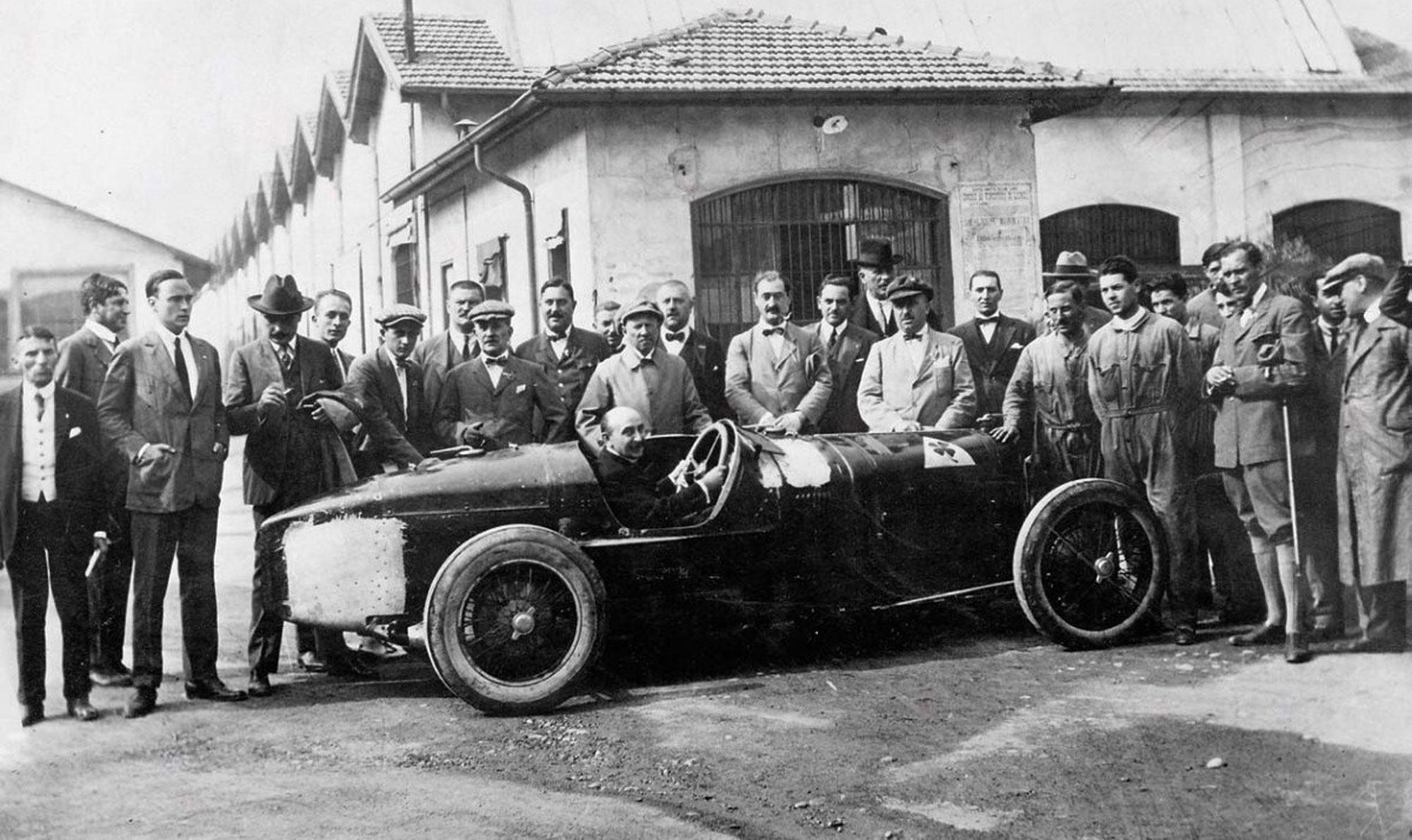
Nicola Romeo al volante di un'Alfa Romeo P2, probabilmente ripresi al Portello dopo la vittoria del primo campionato automobilistico del 1925

La P2 fu la prima creazione di Vittorio Jano all'Alfa Romeo, arrivato a Milano dalla FIAT grazie al lavoro di convincimento attuato da Enzo Ferrari, e la prima vettura della casa milanese ad essere dotata di un motore 8 cilindri in linea. Dopo la breve esperienza con la GPR (Gran Premio Romeo, o P1, per retroformazione) 6 cilindri, Nicola Romeo chiese a Jano di progettare una vettura per ben figurare sia nei Grand Prix che nelle lunghe corse su strada del tempo. Il progettista torinese superò le richieste realizzando una vettura vincente e la cui carriera durerà diversi anni partendo dai concetti base appresi durante il suo impiego all'ufficio progettazione Fiat.
Essendo evidente l'affinità tra la nuova Alfa Romeo P2 e la Fiat 805, Giovanni Agnelli si convinse che Jano dovesse aver utilizzato come base per la P2 alcuni disegni provenienti dalla Fiat e quindi si rivolse alle autorità competenti. Le successive indagini scagionarono Jano: le due vetture, nonostante la somiglianza estetica e concettuale, erano infatti meccanicamente molto differenti. Dei sei esemplari complessivamente costruiti, solo due vetture sono sopravvissute in altrettante configurazioni differenti, la prima, in configurazione originale, è conservata al Museo Storico Alfa Romeo di Arese mentre la seconda, in versione 1930, è al Museo dell'automobile di Torino.

## La vettura

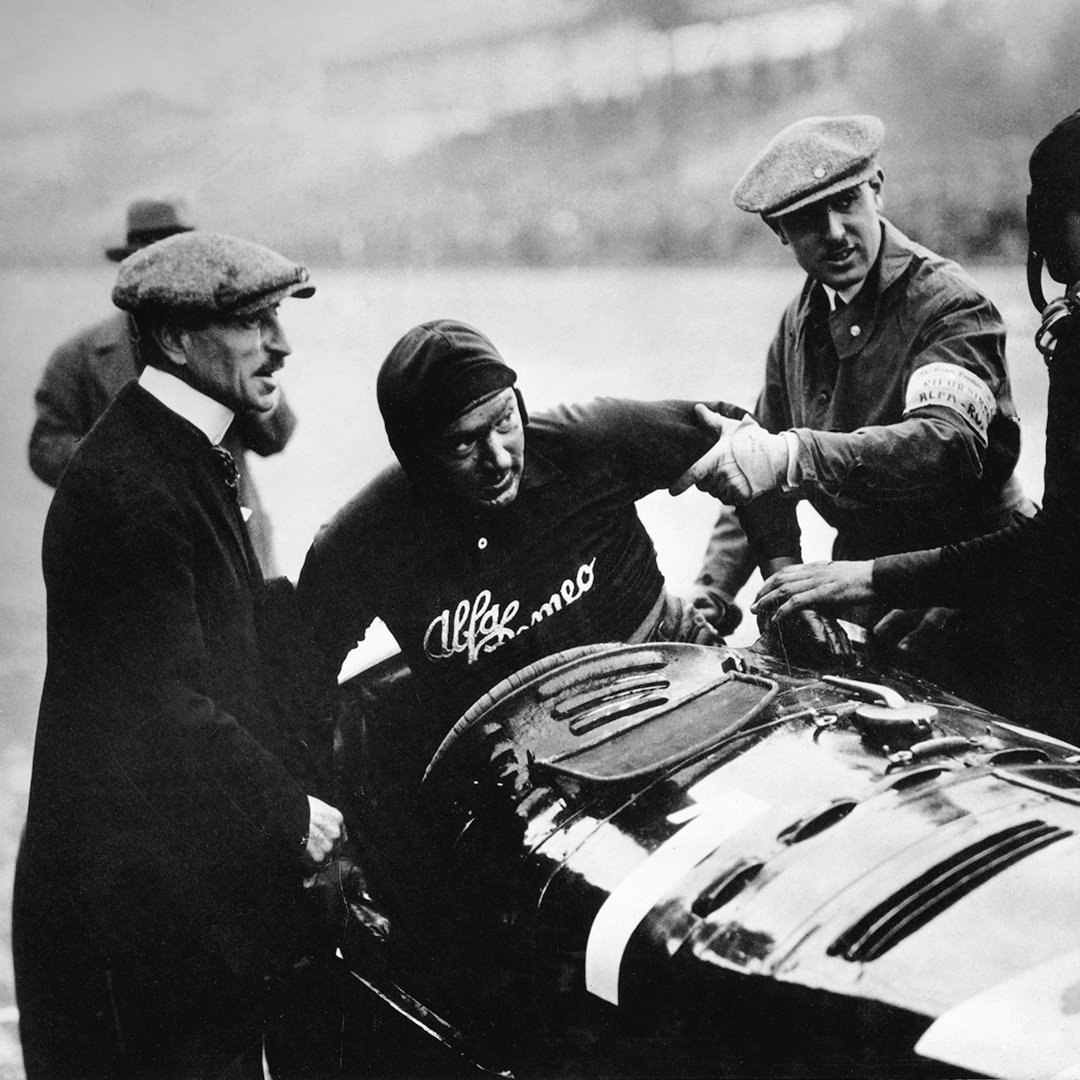
Il progettista della P2 Vittorio Jano (a sinistra) osserva Gildo Strazza, addetto al rifornimento, aiutare Antonio Ascari ad uscire dalla sua vettura al GP d'Italia del 19 Ottobre 1924

Il telaio, a longheroni e traverse di acciaio stampato a "C", ha i longheroni che si piegano verso l’interno nella parte posteriore per consentire la forma, a punta, della coda aerodinamica. Le sospensioni sono ad assale rigido davanti e dietro con ammortizzatori a frizione e molle a balestra, con quelle anteriori sotto i longheroni passanti attraverso l’assale e quelle posteriori sistemate all'interno del telaio e convergenti. I freni sono a tamburo sulle quattro ruote con comando meccanico a pedale e a mano, la frizione è pluridisco a secco, il cambio è a 4 marce in blocco con il motore con l'albero di trasmissione intubato e lo sterzo è a vite e settore.
Il motore è un 8 cilindri in linea sovralimentato 1987 cm3 di cilindrata (alesaggio x corsaː 61 x 85 mm), con distribuzione bialbero in testa comandati da cascata di ingranaggi, 2 valvole per cilindro inclinate tra loro a 104° e basamento e coppa in lega leggera. Il blocco dei cilindri che include la testata è separato in 4 sezioni con camicie umide con condotti di lamiera d'acciaio saldati. L'albero motore in acciaio temprato ha cuscinetti di banco e di biella a rulli così come gli alberi a camme. La lubrificazione è a carter secco, gli organi della distribuzione sono situati nella parte posteriore del propulsore mentre il compressore a lobi Roots è montato in quella anteriore, calettato all'albero motore, e invia l'aria compressa al carburatore, posto sul lato destro del motore, attraverso un lungo condotto alettato, un intercooler ante litteram, posto sotto il basamento.
Inizialmente alimentato da un solo carburatore, il motore venne presto dotato di due carburatori Memini che gli permettono di raggiungere i 140 CV sulla prima versione del 1924, poi cresciuti a 155 nel 1925 e infine giunti ai 175 CV nel 1930 (anche se con cilindri rialesati a 61,5 mm), sempre ad un regime di rotazione di 5500 giri/min, tra i più elevati dell'epoca.
La carrozzeria "a siluro", come da regolamento 1924, ha due posti, sfalsati per restringere il più possibile la sezione maestra, quello di destra per il pilota e quello di sinistra per il meccanico. La mascherina del radiatore è arrotondata e per favorire l'aerodinamica l'auto ha anche il sottoscocca carenato. Vennero sperimentati originariamente due tipi di coda, la prima "a punta" più aerodinamica, ripresa poi dalla futura 8C 2300 Monza, e la seconda " a bauletto" per poter ospitare la ruota di scorta, simile a quella della precedente RL TF.
La vettura, pesante 750 Kg, era capace di raggiungere i 225 Km/h.

## Le competizioni

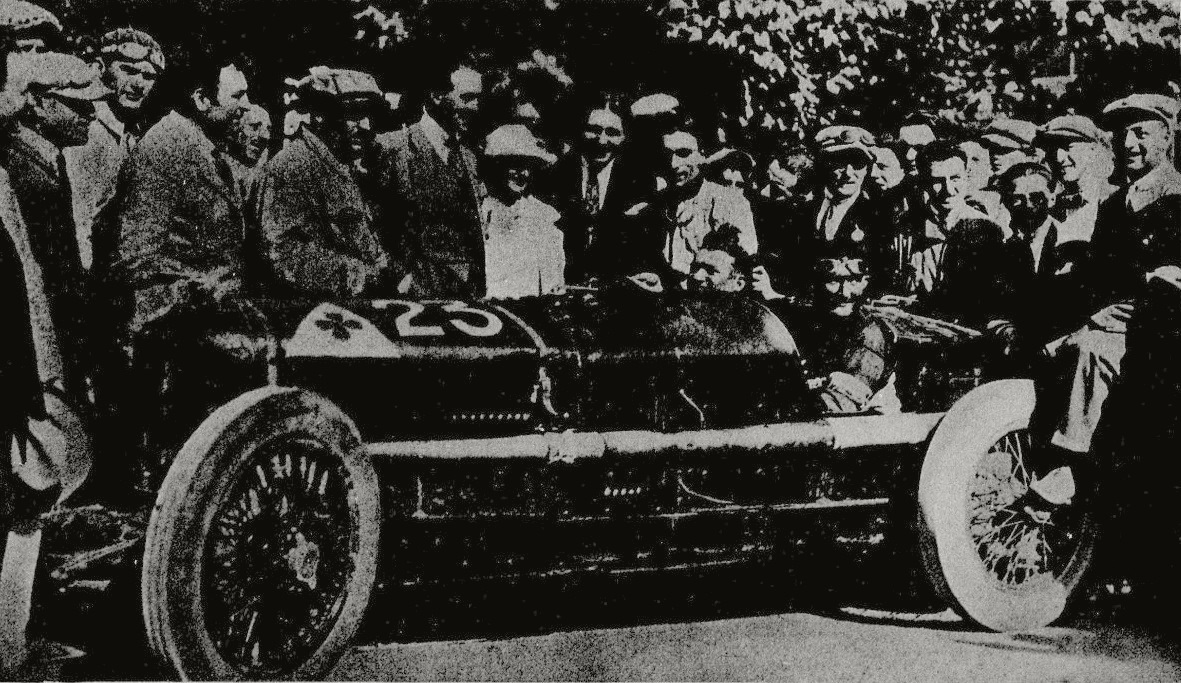
L'Alfa Romeo P2 con Antonio Ascari e Luigi Bazzi a bordo dopo la prima vittoria sul circuito di Cremona nel 1924

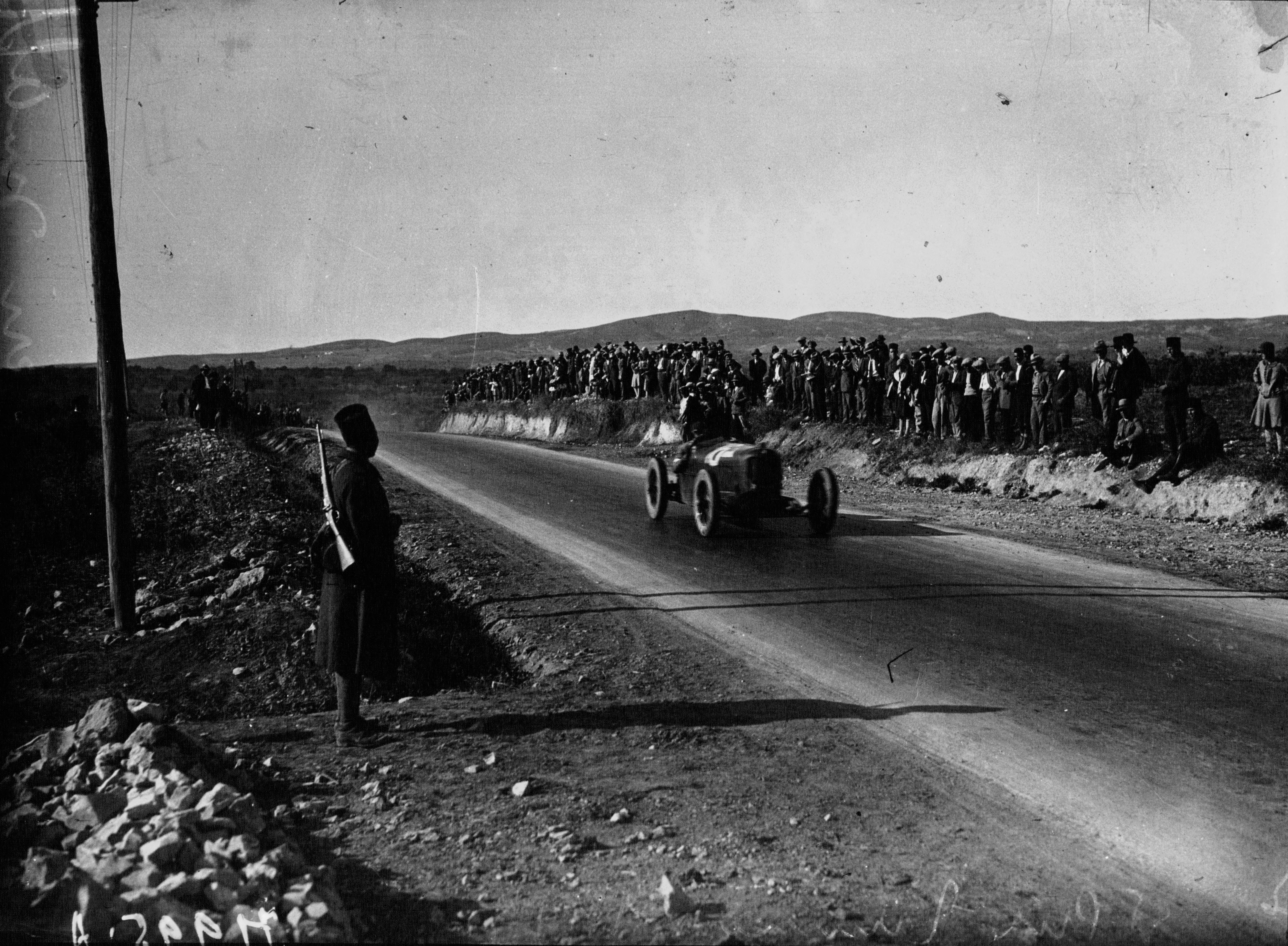
Gastone Brilli-Peri sulla via della vittoria al Gran Premio di Tunisi del 1929

Il primo esemplare, allestito al Portello, debuttò quasi a sorpresa il 9 giugno 1924 alle 200 Miglia del secondo circuito di Cremona vincendo grazie ad Antonio Ascari. Il pilota veneto conquistò la vittoria ad oltre 158 km/h di media, strabiliando il pubblico e stabilendo il nuovo record mondiale sui 10 km lanciati alla velocità impressionante di 195 km/h.

Il 3 agosto, al Grand Prix de l’Automobile Club de France, disputato a Lione davanti a 400.000 spettatori, l’Alfa Romeo iscrisse tre P2 per Antonio Ascari, Giuseppe Campari e Louis Wagner e grazie a Campari si aggiudicò anche questa prestigiosa vittoria. La P2, ora con 2 carburatori e 5 Cv in più, ottenne un altro straordinario successo al Gran Premio d'Italia del 19 ottobre con Antonio Ascari seguito da Wagner, Campari e Ferdinando Minoia su tre vetture gemelle.

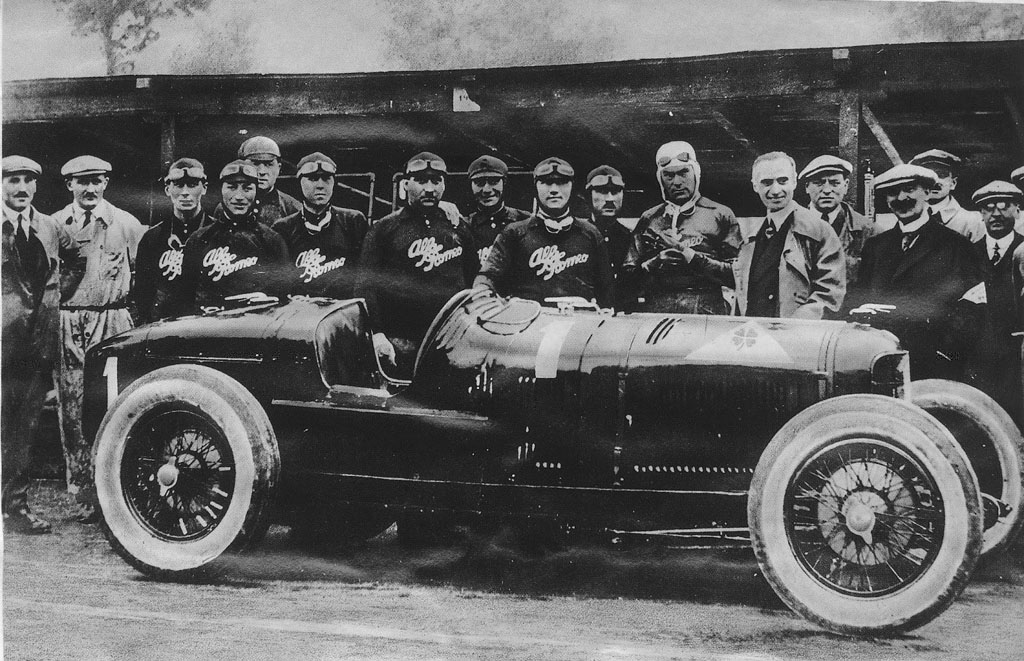
L'Alfa Romeo P2 al Gran Premio d'Italia 1924 con la squadra corse Alfa Romeo al completo

L'auto vinse il primo campionato del mondo di automobilismo della storia, antenato dell'omonimo di Formula 1, organizzato nel 1925 sulla base dei risultati conseguiti nelle quattro gare disputate a Indianapolis, a Spa, a Montlhéry e a Monza, vincendo due Gran Premi. Conquistò infatti il Gran Premio d'Europa in Belgio a Spa-Francorchamps con Antonio Ascari e il Gran Premio d'Italia a Monza con Gastone Brilli-Peri.
Per il debutto al Gran Premio d'Europa a Spa-Francorchamps l'Alfa Romeo corse con tre P2 potenziate a 155 CV per Ascari, Campari e Gastone Brilli-Peri ottenendo il primo posto con Ascari, autore anche del giro più veloce, e il secondo con Campari. Durante il Gran Premio di Francia a Montlhéry, vicino a Parigi, Ascari morì mentre era in testa alla corsa e Nicola Romeo decise di ritirare le altre due P2 in segno di lutto, lasciando la vittoria alle Delage. Tre P2 furono nuovamente iscritte al finale di stagione a Monza con il pilota americano Peter De Paolo, vincitore della Indy 500 con una Duesenberg, al posto di Ascari. Brilli-Peri dominò la gara e battendo di quasi 20 minuti Campari, secondo insieme a Giovanni Minozzi.

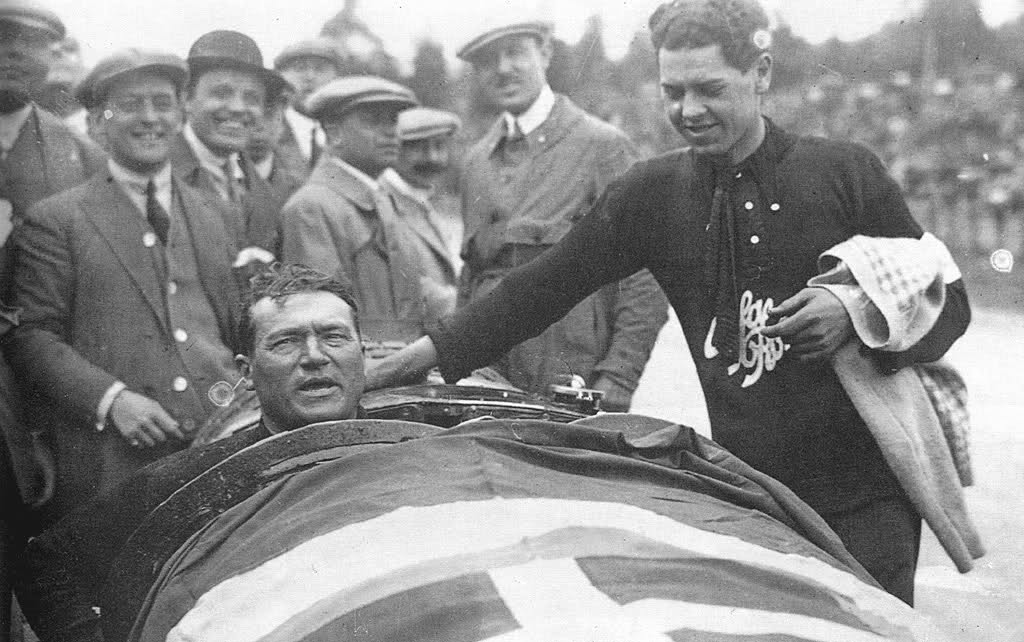
Antonio Ascari seduto nell'Alfa Romeo P2 dopo la vittoria conquistata al GP del Belgio a Spa-Francorchamps (il 28 giugno 1925). In piedi al suo fianco il suo meccanico e copilota Giulio Ramponi

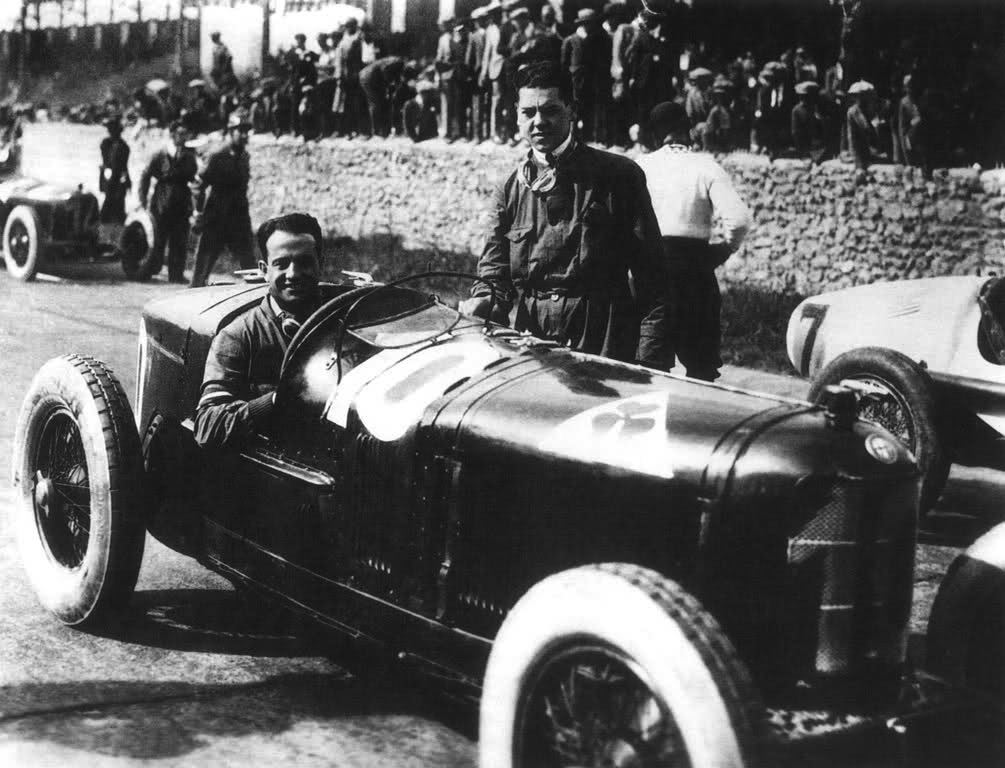
L'Alfa Romeo P2 #10 di Peter de Paolo e Giulio Ramponi (in piedi) al GP d'Italia a Monza il 6 Settembre 1925; sullo sfondo la P2 #14 di Brilli-Peri

L'Alfa Romeo P2 sconfisse le case automobilistiche che dominavano i Gran Premi dell'epoca e che erano pertanto favorite per il titolo (Bugatti, Fiat, Delage, Sunbeam e Miller) e per celebrare la vittoria, sul bordo dello stemma della casa automobilistica milanese venne aggiunta una corona d'alloro che racchiuse lo stemma dell'Alfa Romeo fino al 1982. Per la stagione 1926 il limite di cilindrata fu ridotto a soli 1,5 litri, rendendo obsolete le P2 che furono vendute a piloti privati e utilizzate nelle stagioni seguenti solo in gare di Formula Libera in tutta Italia. Tutte le vetture ottennero dei risultati ma la più vincente fu quella ceduta a Campari, che vinse la Coppa Acerbo sul circuito di Pescara nel 1927 e 1928, e poi, dopo esser stata ceduta ad Achille Varzi nel 1929, aggiunse alla lista delle vittorie della P2 anche quelle ottenute ad Alessandria, Roma, Livorno e Monza, necessarie per farlo diventare Campione Italiano. Quello stesso anno Brilli-Peri, su un’altra P2, vinse a Tunisi e riportò la vittoria sul circuito di Cremona dimostrando l'incremento delle prestazioni dal debutto ad allora toccando sul rettilineo di 10 Km la velocità di 223,400 km/h, oltre 28 km/h in più di quella raggiunta da Ascari sei anni prima sulla stessa vettura.

### La P2-30
Questi successi e l'impossibilità di progettare ex novo una vettura competitiva ai massimi livelli in tempi brevi (Jano era impegnato con lo sviluppo della serie 6C e il progetto delle future 8C e Tipo B P3) spinsero il neo-direttore della fabbrica Prospero Gianferrari a ri-acquistare 3 esemplari di P2 da elaborare per renderle nuovamente competitive.
Il telaio delle vecchie P2 venne modificato per accogliere gli assali anteriore e posteriore con carreggiata allargata provenienti dalla nuova serie 6C, completi degli organi di sterzo e freni, spostando le molle a balestra e i loro punti di attacco; in particolare quelle anteriori vennero poste all'esterno dei longheroni e unite da una barra trasversale mentre quelle posteriori vennero sistemate all'esterno della carrozzeria, unite anch'esse da una barra trasversale, insieme agli ammortizzatori a frizione.
Per quanto riguarda il motore i cilindri vennero leggermente rialesati arrivando a 61,5 mm portando la cilindrata a 2006 cm3 e la potenza a 175 CV a 5500 giri/min. In un primo momento venne modificato anche il sistema di sovralimentazione collocando il carburatore "a monte" del compressore (come sulle Alfa Romeo 6C 1750 GS) anziché "a valle" ma quasi subito si ritornò alla configurazione originale, che su quel motore offriva un miglior rendimento. Anche la carrozzeria fu modificata adottando un nuovo radiatore piatto e inclinato, simile a quello della 6C 1750 GS, e un cofano modificato per adattarvisi, con fianchi dritti anziché curvi. Il serbatoio dell'olio venne spostato dal cruscotto a sotto il sedile del meccanico e nella parte posteriore fu praticata un'insolita apertura nel serbatoio del carburante per ospitare longitudinale la ruota di scorta, come sulle Peugeot Grand Prix del 1914.

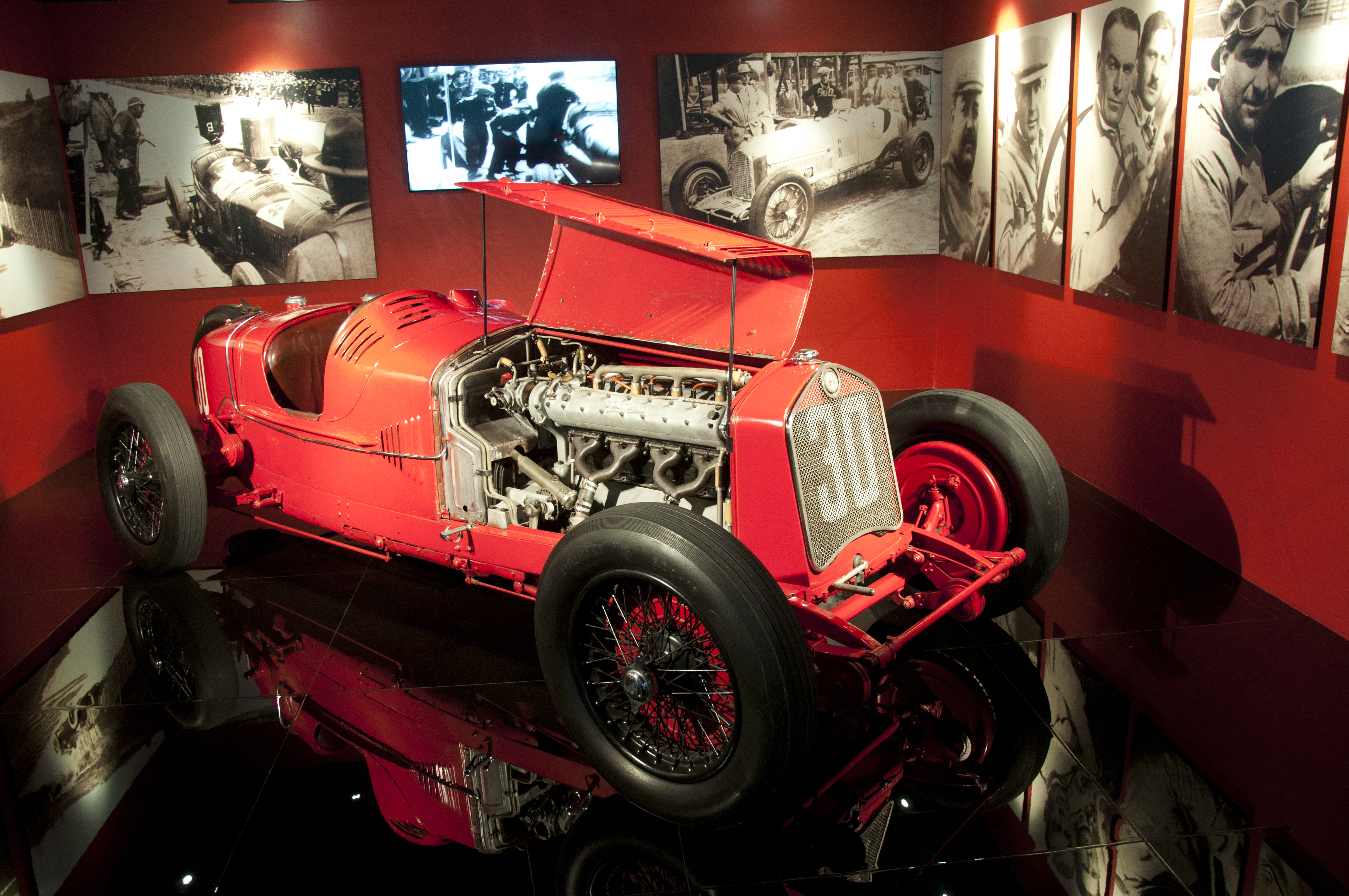
L'Alfa Romeo P2-30 nel Museo Nazionale dell'Automobile di Torino

Le vetture modificate con l'adozione di parti delle "nuove" 6C 1750, ribattezzate Alfa Romeo P2-30, dall'anno di ricostruzione, furono affidate alla neonata Scuderia Ferrari che le schierò in qualche GP, alla Targa Florio e in alcune corse in salita, nonostante il comportamento "scorbutico" denunciato da un campione come Giuseppe Campari.
Alla Targa Florio 1930 Achille Varzi in coppia con il meccanico Tabacchi ottennero la vittoria assoluta contro le più quotate Bugatti e Maserati nonostante un piccolo incendio, domato in corsa dal suo meccanico col cuscino del sedile, provocato dal cedimento del supporto della ruota di scorta posizionata in mezzo al serbatoio. Dopodiché una P2-30 venne affidata dalla Scuderia Ferrari a Tazio Nuvolari per competere in alcune cronoscalate. Tuttavia questa vettura era ormai invecchiata, nonostante gli aggiornamenti le Bugatti e le Maserati erano diventate troppo forti, e l’ultima apparizione ufficiale della P2 arrivò in occasione del primo GP di Cecoslovacchia disputato a Brno sul circuito di Masaryk. La gara si concluse con un 3º posto ottenuto grazie alla collaborazione di Nuvolari e Borzacchini. La sua eredità venne raccolta prima dalla 8C 2300 Monza, poi dalla Tipo A e soprattutto dalla Tipo B; quest'ultima fu talmente vincente da essere soprannominata dagli appassionati e dalle riviste specializzate P3.

## Palmarès
Sebbene nel 1926 ci sia stato il cambiamento di regolamento dei Grand Prix, tra il 1924 e il 1930 vinse ben 19 competizioni, tra cui la Coppa Acerbo, nel 1927 e nel 1928 con Giuseppe Campari, la Targa Florio con Achille Varzi e anche una serie di corse in salita con Tazio Nuvolari.

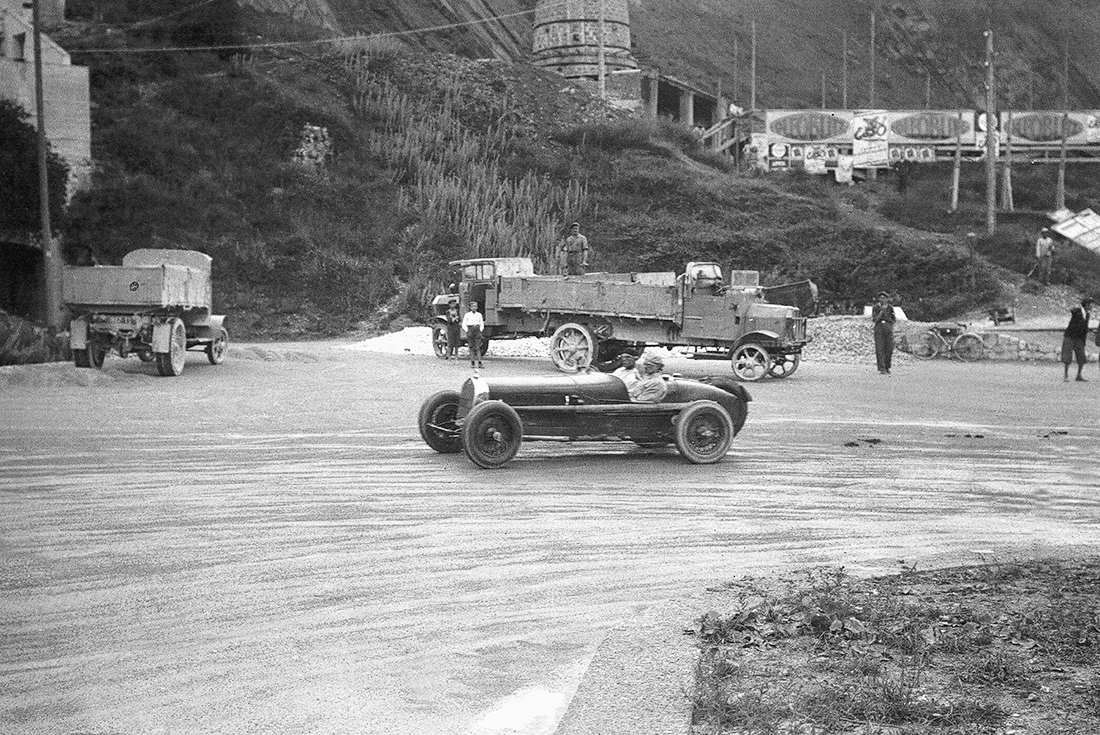
L'Alfa Romeo P2-30 di Tazio Nuvolari alla "curva Faccanoni" della Trieste-Opicina il 15 giugno 1930

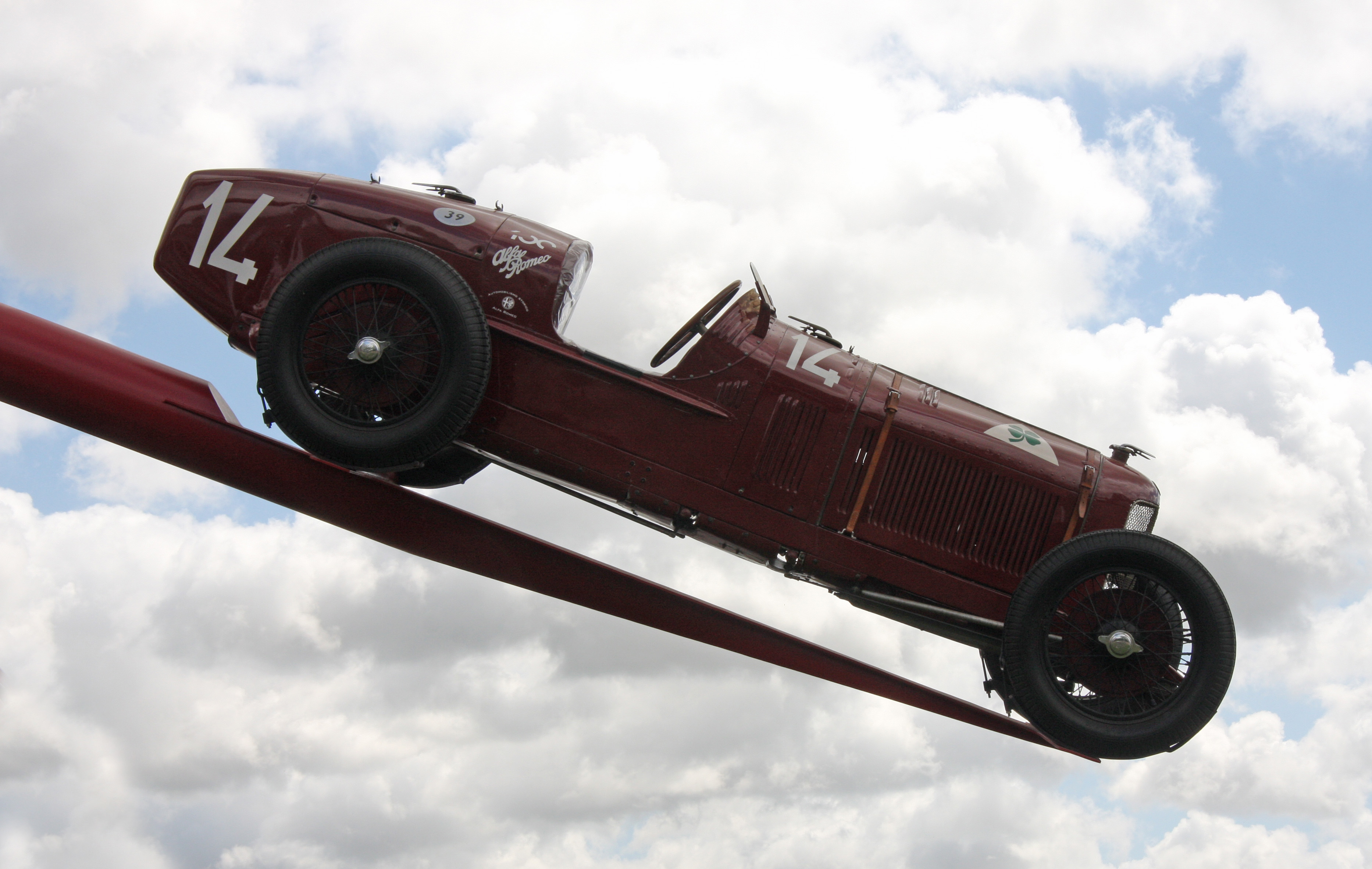
L'Alfa Romeo P2 sul monumento temporaneo realizzato a Goodwood in occasione del centenario dell'Alfa Romeo

| Anno | Gara                         | Pilota              |
| ---- | ---------------------------- | ------------------- |
| 1924 | Grand Prix di Cremona        | Antonio Ascari      |
| 1924 | Grand Prix de l'AC de France | Giuseppe Campari    |
| 1924 | Gran Premio d'Italia         | Antonio Ascari      |
| 1925 | Gran Premio del Belgio       | Antonio Ascari      |
| 1925 | Gran Premio d'Italia         | Gastone Brilli-Peri |
| 1927 | Coppa Acerbo                 | Giuseppe Campari    |
| 1928 | Coppa Acerbo                 | Giuseppe Campari    |
| 1929 | Grand Prix di Alessandria    | Achille Varzi       |
| 1929 | Grand Prix di Roma           | Achille Varzi       |
| 1929 | Coppa Montenero              | Achille Varzi       |
| 1929 | Gran Premio di Monza         | Achille Varzi       |
| 1929 | Grand Prix di Cremona        | Gastone Brilli-Peri |
| 1929 | Grand Prix di Tunisi         | Gastone Brilli-Peri |
| 1930 | Grand Prix di Alessandria    | Achille Varzi       |
| 1930 | Targa Florio                 | Achille Varzi       |
| 1930 | Trieste-Opicina              | Tazio Nuvolari      |
| 1930 | Cuneo-Colle della Maddalena  | Tazio Nuvolari      |
| 1930 | Vittorio Veneto-Cansiglio    | Tazio Nuvolari      |
| 1930 | Chiusa                       | Tazio Nuvolari      |

## Caratteristiche tecniche
| Caratteristiche tecniche - Alfa Romeo P2 (1925) | Caratteristiche tecniche - Alfa Romeo P2 (1925) | Caratteristiche tecniche - Alfa Romeo P2 (1925) | Caratteristiche tecniche - Alfa Romeo P2 (1925) | Caratteristiche tecniche - Alfa Romeo P2 (1925) | Caratteristiche tecniche - Alfa Romeo P2 (1925) |
| --- | --- | --- | --- | --- | --- |
| | | | | | |
| Configurazione | | | | | |
| Carrozzeria: biposto da Gran Premio | Carrozzeria: biposto da Gran Premio | Posizione motore: anteriore longitudinale | Posizione motore: anteriore longitudinale | Trazione: posteriore | Trazione: posteriore |
| Dimensioni e pesi | | | | | |
| Ingombri (lungh.×largh.×alt. in mm): coda a puntaː3950 × 1560 × 1080 | Ingombri (lungh.×largh.×alt. in mm): coda a puntaː3950 × 1560 × 1080 | Ingombri (lungh.×largh.×alt. in mm): coda a puntaː3950 × 1560 × 1080 | Ingombri (lungh.×largh.×alt. in mm): coda a puntaː3950 × 1560 × 1080 | Diametro minimo sterzata: | Diametro minimo sterzata: |
| Interasse: 2630 mm | Interasse: 2630 mm | Carreggiate: anteriore 1300 - posteriore 1200 mm | Carreggiate: anteriore 1300 - posteriore 1200 mm | Altezza minima da terra: | Altezza minima da terra: |
| Posti totali: 2 sfalsati | Posti totali: 2 sfalsati | Bagagliaio: | Bagagliaio: | Serbatoio: 145 | Serbatoio: 145 |
| Masse | a vuoto: 750 kg | a vuoto: 750 kg | a vuoto: 750 kg | a vuoto: 750 kg | a vuoto: 750 kg |
| Meccanica | | | | | |
| Tipo motore: 8 cilindri in linea basamento in lega leggera, 4 blocchi di canne dei cilindri umide e testata fissa realizzati in acciaio con condotti in lamiera saldata; albero motore in acciaio temprato con cuscinetti di banco e di biella a rulli | Tipo motore: 8 cilindri in linea basamento in lega leggera, 4 blocchi di canne dei cilindri umide e testata fissa realizzati in acciaio con condotti in lamiera saldata; albero motore in acciaio temprato con cuscinetti di banco e di biella a rulli              | Tipo motore: 8 cilindri in linea basamento in lega leggera, 4 blocchi di canne dei cilindri umide e testata fissa realizzati in acciaio con condotti in lamiera saldata; albero motore in acciaio temprato con cuscinetti di banco e di biella a rulli              | Cilindrata: (alesaggio x corsaː 61 x 85 mm) 1987 cm³ | Cilindrata: (alesaggio x corsaː 61 x 85 mm) 1987 cm³ | Cilindrata: (alesaggio x corsaː 61 x 85 mm) 1987 cm³ |
| Distribuzione: 2 alberi a camme in testa su cuscinetti a rulli e a sfere comandati da ingranaggi, 2 valvole per cilindro (Ø aspirazione/scaricoː 35,5/35,5 mm) angolate tra loro a 104°                                                                | Distribuzione: 2 alberi a camme in testa su cuscinetti a rulli e a sfere comandati da ingranaggi, 2 valvole per cilindro (Ø aspirazione/scaricoː 35,5/35,5 mm) angolate tra loro a 104°                                                                             | Distribuzione: 2 alberi a camme in testa su cuscinetti a rulli e a sfere comandati da ingranaggi, 2 valvole per cilindro (Ø aspirazione/scaricoː 35,5/35,5 mm) angolate tra loro a 104°                                                                             | Alimentazione: 2 carburatori Memini e un compressore a lobi Rootes | Alimentazione: 2 carburatori Memini e un compressore a lobi Rootes | Alimentazione: 2 carburatori Memini e un compressore a lobi Rootes |
| Prestazioni motore | Potenza: 155 CV a 5500 giri/min | Potenza: 155 CV a 5500 giri/min | Potenza: 155 CV a 5500 giri/min | Potenza: 155 CV a 5500 giri/min | Potenza: 155 CV a 5500 giri/min |
| Accensione: a magnete | Accensione: a magnete | Accensione: a magnete | Impianto elettrico: | Impianto elettrico: | Impianto elettrico: |
| Frizione: pluridisco a secco | Frizione: pluridisco a secco | Frizione: pluridisco a secco | Cambio: a 4 marce in blocco col motore | Cambio: a 4 marce in blocco col motore | Cambio: a 4 marce in blocco col motore |
| Telaio | | | | | |
| Corpo vettura | a longheroni e traverse di acciaio stampato a "C" | a longheroni e traverse di acciaio stampato a "C" | a longheroni e traverse di acciaio stampato a "C" | a longheroni e traverse di acciaio stampato a "C" | a longheroni e traverse di acciaio stampato a "C" |
| Sterzo | a vite e settore | a vite e settore | a vite e settore | a vite e settore | a vite e settore |
| Sospensioni | anteriori: ad assale rigido, con molle a balestra semiellittica poste sotto i longheroni e ammortizzatori a frizione / posteriori: ad assale rigido, con molle a balestra semiellittica convergenti poste all'interno della carrozzeria e ammortizzatori a frizione | anteriori: ad assale rigido, con molle a balestra semiellittica poste sotto i longheroni e ammortizzatori a frizione / posteriori: ad assale rigido, con molle a balestra semiellittica convergenti poste all'interno della carrozzeria e ammortizzatori a frizione | anteriori: ad assale rigido, con molle a balestra semiellittica poste sotto i longheroni e ammortizzatori a frizione / posteriori: ad assale rigido, con molle a balestra semiellittica convergenti poste all'interno della carrozzeria e ammortizzatori a frizione | anteriori: ad assale rigido, con molle a balestra semiellittica poste sotto i longheroni e ammortizzatori a frizione / posteriori: ad assale rigido, con molle a balestra semiellittica convergenti poste all'interno della carrozzeria e ammortizzatori a frizione | anteriori: ad assale rigido, con molle a balestra semiellittica poste sotto i longheroni e ammortizzatori a frizione / posteriori: ad assale rigido, con molle a balestra semiellittica convergenti poste all'interno della carrozzeria e ammortizzatori a frizione |
| Freni | anteriori: a tamburo / posteriori: a tamburo con comando meccanico a pedale e a mano | anteriori: a tamburo / posteriori: a tamburo con comando meccanico a pedale e a mano | anteriori: a tamburo / posteriori: a tamburo con comando meccanico a pedale e a mano | anteriori: a tamburo / posteriori: a tamburo con comando meccanico a pedale e a mano | anteriori: a tamburo / posteriori: a tamburo con comando meccanico a pedale e a mano |
| Pneumatici | anteriori/posterioriː 19x5,25 / 19x6,00 / Cerchi: a raggi tangenti da 19" | anteriori/posterioriː 19x5,25 / 19x6,00 / Cerchi: a raggi tangenti da 19" | anteriori/posterioriː 19x5,25 / 19x6,00 / Cerchi: a raggi tangenti da 19" | anteriori/posterioriː 19x5,25 / 19x6,00 / Cerchi: a raggi tangenti da 19" | anteriori/posterioriː 19x5,25 / 19x6,00 / Cerchi: a raggi tangenti da 19" |
| Prestazioni dichiarate | | | | | |
| Velocità: 225 km/h | Velocità: 225 km/h | Velocità: 225 km/h | Accelerazione: | Accelerazione: | Accelerazione: |
| Altro | | | | | |
| esemplari prodotti | 6 | 6 | 6 | 6 | 6 |
| Note | dati della versione 1925 | dati della versione 1925 | dati della versione 1925 | dati della versione 1925 | dati della versione 1925 |
| Fonte dei dati: | | | | | |

| Caratteristiche tecniche - Alfa Romeo P2-30 (1930) | Caratteristiche tecniche - Alfa Romeo P2-30 (1930) | Caratteristiche tecniche - Alfa Romeo P2-30 (1930) | Caratteristiche tecniche - Alfa Romeo P2-30 (1930) | Caratteristiche tecniche - Alfa Romeo P2-30 (1930) | Caratteristiche tecniche - Alfa Romeo P2-30 (1930) |
| --- | --- | --- | --- | --- | --- |
| | | | | | |
| Configurazione | | | | | |
| Carrozzeria: biposto da Gran Premio | Carrozzeria: biposto da Gran Premio | Posizione motore: anteriore longitudinale | Posizione motore: anteriore longitudinale | Trazione: posteriore | Trazione: posteriore |
| Dimensioni e pesi | | | | | |
| Interasse: 2630 mm | Interasse: 2630 mm | Carreggiate: anteriore 1380 - posteriore 1380 mm | Carreggiate: anteriore 1380 - posteriore 1380 mm | Altezza minima da terra: | Altezza minima da terra: |
| Posti totali: 2 sfalsati | Posti totali: 2 sfalsati | Bagagliaio: | Bagagliaio: | Serbatoio: 145 | Serbatoio: 145 |
| Masse | a vuoto: 780 kg | a vuoto: 780 kg | a vuoto: 780 kg | a vuoto: 780 kg | a vuoto: 780 kg |
| Meccanica | | | | | |
| Tipo motore: 8 cilindri in linea basamento in lega leggera, 4 blocchi di canne dei cilindri umide e testata fissa realizzati in acciaio con condotti in lamiera saldata; albero motore in acciaio temprato con cuscinetti di banco e di biella a rulli | Tipo motore: 8 cilindri in linea basamento in lega leggera, 4 blocchi di canne dei cilindri umide e testata fissa realizzati in acciaio con condotti in lamiera saldata; albero motore in acciaio temprato con cuscinetti di banco e di biella a rulli                                                           | Tipo motore: 8 cilindri in linea basamento in lega leggera, 4 blocchi di canne dei cilindri umide e testata fissa realizzati in acciaio con condotti in lamiera saldata; albero motore in acciaio temprato con cuscinetti di banco e di biella a rulli                                                           | Cilindrata: (alesaggio x corsaː 61,5 x 85 mm) 2006 cm³ | Cilindrata: (alesaggio x corsaː 61,5 x 85 mm) 2006 cm³ | Cilindrata: (alesaggio x corsaː 61,5 x 85 mm) 2006 cm³ |
| Distribuzione: 2 alberi a camme in testa su cuscinetti a rulli e a sfere comandati da ingranaggi, 2 valvole per cilindro (Ø aspirazione/scaricoː 35,5/35,5 mm) angolate tra loro a 104°                                                                | Distribuzione: 2 alberi a camme in testa su cuscinetti a rulli e a sfere comandati da ingranaggi, 2 valvole per cilindro (Ø aspirazione/scaricoː 35,5/35,5 mm) angolate tra loro a 104° | Distribuzione: 2 alberi a camme in testa su cuscinetti a rulli e a sfere comandati da ingranaggi, 2 valvole per cilindro (Ø aspirazione/scaricoː 35,5/35,5 mm) angolate tra loro a 104° | Alimentazione: 2 carburatori Memini e un compressore a lobi Rootes | Alimentazione: 2 carburatori Memini e un compressore a lobi Rootes | Alimentazione: 2 carburatori Memini e un compressore a lobi Rootes |
| Prestazioni motore | Potenza: 175 CV a 5500 giri/min | Potenza: 175 CV a 5500 giri/min | Potenza: 175 CV a 5500 giri/min | Potenza: 175 CV a 5500 giri/min | Potenza: 175 CV a 5500 giri/min |
| Accensione: a magnete | Accensione: a magnete | Accensione: a magnete | Impianto elettrico: | Impianto elettrico: | Impianto elettrico: |
| Frizione: pluridisco a secco | Frizione: pluridisco a secco | Frizione: pluridisco a secco | Cambio: a 4 marce in blocco col motore | Cambio: a 4 marce in blocco col motore | Cambio: a 4 marce in blocco col motore |
| Telaio | | | | | |
| Corpo vettura | a longheroni e traverse di acciaio stampato a "C" | a longheroni e traverse di acciaio stampato a "C" | a longheroni e traverse di acciaio stampato a "C" | a longheroni e traverse di acciaio stampato a "C" | a longheroni e traverse di acciaio stampato a "C" |
| Sterzo | a vite e settore | a vite e settore | a vite e settore | a vite e settore | a vite e settore |
| Sospensioni | anteriori: ad assale rigido, con molle a balestra semiellittica inclinate poste a lato dei longheroni unite da una barra trasversale e ammortizzatori a frizione / posteriori: ad assale rigido, con molle a balestra semiellittica parallele poste a lato della carrozzeria e ammortizzatori a frizione esterni | anteriori: ad assale rigido, con molle a balestra semiellittica inclinate poste a lato dei longheroni unite da una barra trasversale e ammortizzatori a frizione / posteriori: ad assale rigido, con molle a balestra semiellittica parallele poste a lato della carrozzeria e ammortizzatori a frizione esterni | anteriori: ad assale rigido, con molle a balestra semiellittica inclinate poste a lato dei longheroni unite da una barra trasversale e ammortizzatori a frizione / posteriori: ad assale rigido, con molle a balestra semiellittica parallele poste a lato della carrozzeria e ammortizzatori a frizione esterni | anteriori: ad assale rigido, con molle a balestra semiellittica inclinate poste a lato dei longheroni unite da una barra trasversale e ammortizzatori a frizione / posteriori: ad assale rigido, con molle a balestra semiellittica parallele poste a lato della carrozzeria e ammortizzatori a frizione esterni | anteriori: ad assale rigido, con molle a balestra semiellittica inclinate poste a lato dei longheroni unite da una barra trasversale e ammortizzatori a frizione / posteriori: ad assale rigido, con molle a balestra semiellittica parallele poste a lato della carrozzeria e ammortizzatori a frizione esterni |
| Freni | anteriori: a tamburo / posteriori: a tamburo con comando meccanico a pedale e a mano | anteriori: a tamburo / posteriori: a tamburo con comando meccanico a pedale e a mano | anteriori: a tamburo / posteriori: a tamburo con comando meccanico a pedale e a mano | anteriori: a tamburo / posteriori: a tamburo con comando meccanico a pedale e a mano | anteriori: a tamburo / posteriori: a tamburo con comando meccanico a pedale e a mano |
| Pneumatici | 19x5,50 / Cerchi: a raggi tangenti da 19" | 19x5,50 / Cerchi: a raggi tangenti da 19" | 19x5,50 / Cerchi: a raggi tangenti da 19" | 19x5,50 / Cerchi: a raggi tangenti da 19" | 19x5,50 / Cerchi: a raggi tangenti da 19" |
| Prestazioni dichiarate | | | | | |
| Velocità: 225 km/h | Velocità: 225 km/h | Velocità: 225 km/h | Accelerazione: | Accelerazione: | Accelerazione: |
| Altro | | | | | |
| esemplari prodotti | 3 (trasformati dai 6 originali del 1924) | 3 (trasformati dai 6 originali del 1924) | 3 (trasformati dai 6 originali del 1924) | 3 (trasformati dai 6 originali del 1924) | 3 (trasformati dai 6 originali del 1924) |
| Note | dati della versione 1930 | dati della versione 1930 | dati della versione 1930 | dati della versione 1930 | dati della versione 1930 |
| Fonte dei dati: | | | | | |